# Radicaal 187
Van de in totaal 214 Kangxi-radicalen heeft radicaal 187 de betekenis paard. Het is een van de acht radicalen die bestaat uit tien strepen.
In het Kangxi-woordenboek zijn er 472 karakters die dit radicaal gebruiken.

## Karakters met het radicaal 187

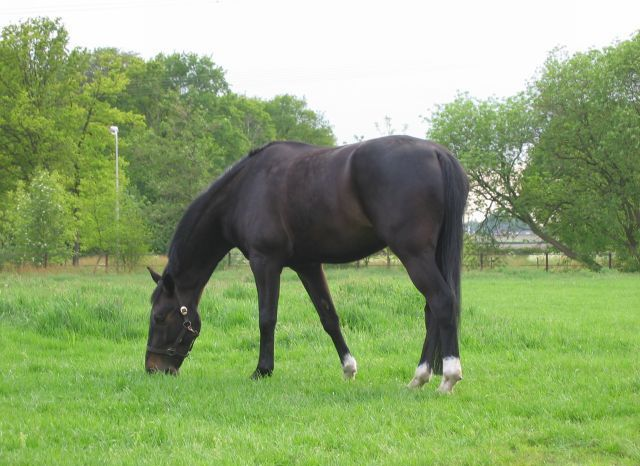
Paard

| Strepen | Traditioneel Karakter                                                               | Vereenvoudigd Karakter              |
| ------- | ----------------------------------------------------------------------------------- | ----------------------------------- |
| + 0     | 馬                                                                                  | 马                                  |
| + 2     | 馭 馮 馱                                                                            | 驭                                  |
| + 3     | 馯 馰 馲 馳 馴 馵                                                                   | 驮 驯 驰                            |
| + 4     | 䭾 馶 馷 馸 馹 馺 馻 馼 馽 馾 馿 駀 駁 駂 駃 駄 駅 駆 駇                            | 驱 驲 驳 驴                         |
| + 5     | 䭿 䮃 䮄 駈 駉 駊 駋 駌 駍 駎 駏 駐 駑 駒 駓 駔 駕 駖 駗 駘 駙 駚 駛 駜 駝 駞 駟 駠 | 驵 驶 驷 驸 驹 驺 驻 驼 驽 驾 驿 骀 |
| + 6     | 駡 駢 駣 駤 駥 駦 駧 駨 駩 駪 駫 駬 駭 駮 駯 駰 駱 駲                               | 骁 骂 骃 骄 骅 骆 骇 骈 骉 駱       |
| + 7     | 駴 駵 駶 駷 駸 駹 駺 駻 駼 駽 駾 駿 騀 騁 騂 騃                                     | 骊 骋 验 骍 骎 骏                   |
| + 8     | 駳 騄 騅 騆 騇 騈 騉 騊 騋 騌 騍 騎 騏 騐 騑 騒 験                                  | 骐 骑 骒 骓 骔 骕 骖                |
| + 9     | 騔 騕 騖 騗 騘 騙 騚 騛 騜 騝 騞 騟 騠 騡 騢 騣 騤 騥 騦 騧 騨                      | 骗 骘 骙 骚 骛                      |
| + 10    | 騩 騪 騫 騬 騭 騮 騯 騰 騱 騲 騳 騴 騵 騶 騷 騸                                     | 骜 骝 骞 骟                         |
| + 11    | 騹 騺 騻 騼 騽 騾 騿 驀 驁 驂 驃 驄 驅 驆 驇                                        | 骠 骡 骢                            |
| + 12    | 驈 驉 驊 驋 驌 驍 驎 驏 驐 驑 驒 驓 驔 驕                                           | 骣                                  |
| + 13    | 驖 驗 驘 驙 驚 驛 驜                                                                |                                     |
| + 14    | 驝 驞 驟                                                                            | 骤                                  |
| + 16    | 驠 驡 驢 驣                                                                         | 骥                                  |
| + 17    | 驤 驥 驦 驧                                                                         | 骦 骧                               |
| + 18    | 驨 驩                                                                               |                                     |
| + 19    | 驪 驪                                                                               |                                     |
| + 20    | 驫                                                                                  |                                     |

Orakelbotkarakter
Bronskarakter
Groot zegelkarakter
Klein zegelkarakter